# Fungos corticioides

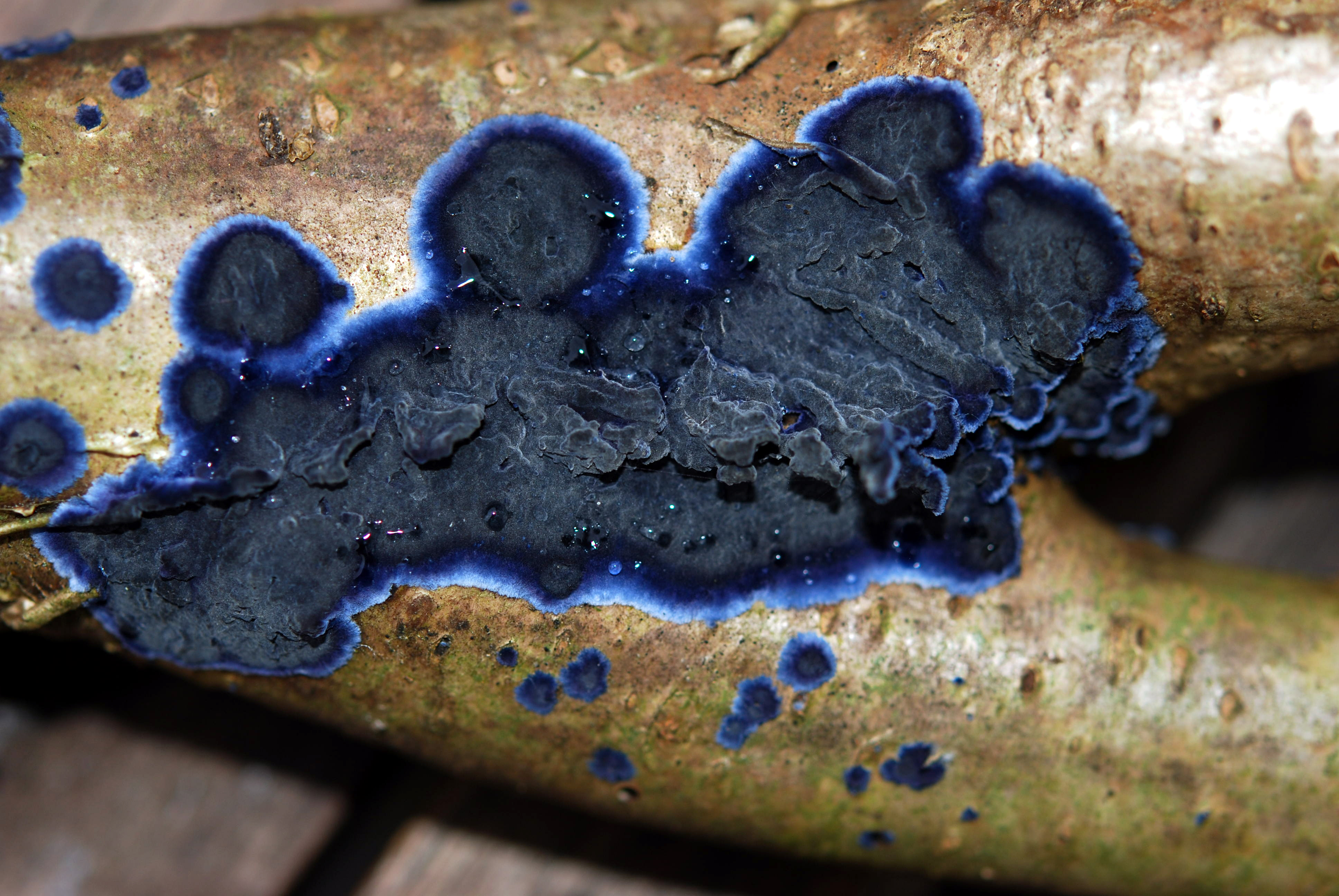
Espécime do fungo corticioide Terana caerulea a crescer na face inferior de um ramo morto.

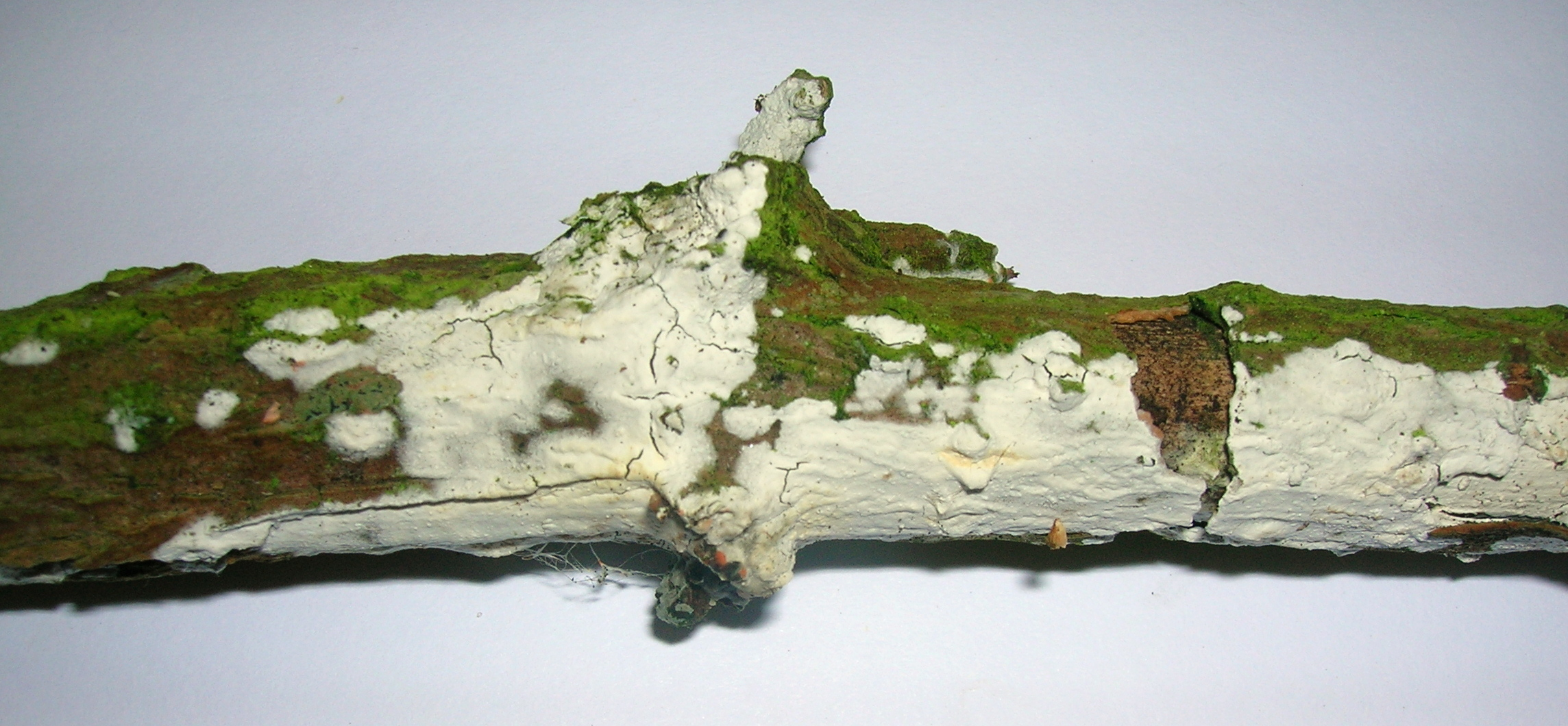
O fungo corticioide Hyphodontia sambuci, comum em ramos mortos de sabugueiro.

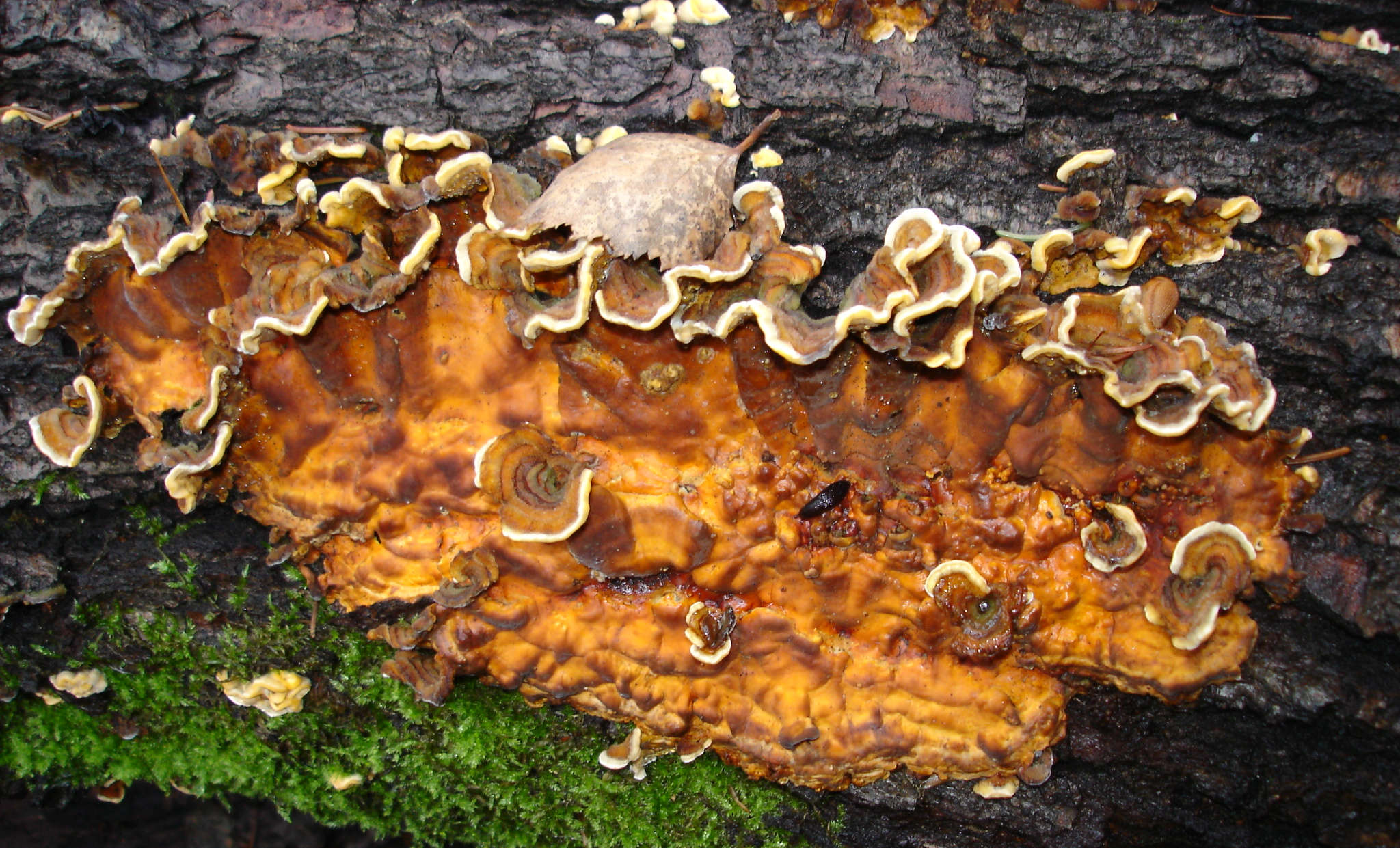
O fungo corticioide Stereum hirsutum, mostrando um corpo frutificante efuso com apêndices em forma de bráctea.

Fungo corticioide (por vezes grafado fungo corticióide), também referidos como fungos em crosta, é a designação tradicionalmente dada a um grupo sem significado taxonómico de fungos do filo Basidiomycota caracterizados por possuirem basidiocarpos (corpos frutificantes) lisos e com morfologia efusa (isto é como se resultassem do derrame de uma substância viscosa sobre a superfície onde estão instalados). A vasta maioria das espécies conhecidas são saprobiontes, em geral instalados na face inferior de troncos ou ramos de árvore em decomposição.

## Origem da designação
A designação de corticioide resulta de originalmente estes fungos serem considerados como relacionados com o género Corticium ("corticioide" significa semelhante a Corticium) e em consequência incluídos na família Corticiaceae. Estudos subsequentes demonstraram que as espécies corticioides não eram aparentadas, sendo a semelhança morfológica o mero resultado de evolução adaptiva. Contudo, como estes fungos são frequentemente estudados como um grupo, é conveniente reter a designação informal (não-taxonómica) de "fungos corticioides", sendo o termo frequentemente usado em artigos científicos e outros textos técnicos.
O género Corticium foi estabelecido por Christiaan Hendrik Persoon em 1794 agrupando fungos com corpos frutificantes lisos e efusos, em muitos casos incrustantes e morfologicamente semelhantes a líquenes. A espécie Corticium roseum Pers. foi mais tarde seleccionado como a espécie tipo para o género. Autores subsequentes descreveram mais de 1000 espécies naquele género, o qual continuou a ser usado no seu sentido amplo até à década de 1950. Apesar de logo a partir das últimas décadas do século XIX alguns géneros terem sido autonomizados a partir do agrupamento Corticium original, foi o micologista sueco Prof. John Eriksson que procedeu à revisão sistemática dos fungos corticioides numa série de publicações que se iniciou em 1950. Com essa revisão foram introduzidos os modernos conceitos taxonómicos neste grupo de organismos. Numa obra editada em oito volumes, intitulada Corticiaceae of North Europe (1973-1987), John Eriksson efectivamente estabeleceu a actual circunscrição dos fungos corticioides.
Eriksson e os seus co-autores, contudo, ainda colocaram a vasta maioria dos fungos corticioides no âmbito da família Corticiaceae, apesar de afirmarem que ela era "não um taxon natural, mas um agrupamento de espécies com hábito similar." Apenas com o advento da sequenciação de DNA foi compreendida a diversidade destes fungos. O género Corticium foi retido, mas está actualmente restrito a algumas espécies estreitamente aparentadas com a espécie tipo. A família Corticiaceae está actualmente igualmente restrita a Corticium e a alguns géneros próximos. A espécies em forma de crosta estão presentes em 18 das 24 ordens actualmente reconhecidos entre os Basidiomycetes superiores (Agaricomycotina).

## Descrição e diversidade
Os fundos corticioides são um grupo relativamente indefinido, mas a maioria apresenta corpos frutificantes em forma de crosta (efusos), com as superfícies esporíferas em geral lisas, embora possam ser granulosas ou espinhosas. Algumas espécies (nos géneros Stereum e Steccherinum, por exemplo) podem formar corpos frutificantes que são parcialmente bractiformes ou conchiformes, com uma superfície inferior lisa a espinhosa.
Actualmente conhecem-se cerca de 1700 espécies de fungos corticioides, ditribuídos por cerca de 250 géneros. Estes fungos representam cerca de 13% do toal de espécies de Homobasidiomycetes conhecidos.

## Habitat e distribuição
A maioria dos fungos corticioides são espécies que degradam material lenhoso, dependendo da decomposição da madeira como fonte primária de nutrição. Apesar dos corpos frutificantes se formarem em geral na face inferior de troncos ou ramos em decomposição, o fungo reside no interior da madeira. Algumas espécies crescem sobre mateial lenhoso integrado na manta morta e produzem os corpos frutificantes sob folhas caídas e outros detritos acumulados sobre o solo. Algumas dessas espécies são conhecidas como ectomicorrizas (formando uma associação benéfica com as raízes de árvores vivas). Algumas espécies especializaram-se no aproveitamento de caules e folhas de espécies herbáceas ou em gramíneas mortas e em juncos, especialmente em áreas pantanosas. O grupo também inclui algumas espécies parasitas de plantas e de outros fungos.
Os fungos corticioides apresentam uma distribuição natural cosmopolita, mas apresentam a sua máxima diversidade em comunidades florestais.